# Санта-Кроче-ин-Джерусалемме (титулярная церковь)
Титулярная церковь Санта-Кроче-ин-Джерусалемме — титулярная церковь была создана около 600 года Папой Григорием Великим, чтобы заменить церковь Сан-Никомеде-ин-Виа-Номентана, которая была упразднена. Согласно каталогу Петра Маллио, составленному во время понтификата Папы Александра III, титул был прикреплен к базилике Святого Лаврентия за городской стеной и её священникам, которые, в свою очередь, служили Мессу там. Название по-прежнему настаивает, что базилика, основана императрицей Еленой, матерью Константина Великого.

## Список кардиналов-священников титулярной церкви Санта-Кроче-ин-Джерусалемме
- Иоанн (1012 — перед 1033);
- Амико старший, O.S.B. (1088 — около 1120);
- Амико младший, O.S.B. (1120—1122);
- Джерардо Каччианемичи дель Орсо, регулярный каноник (1122 — 12 марта 1144, избран Папой Луцием II);
- Убальдо Каччанемичи, регулярный каноник Святого Фридиана Луккского (июнь 1144—1171, до смерти);
- Тибо Остийский, O.S.B.Clun. (1171—1178, назначен кардиналом-епископом Остии-Веллетри);
- Ардуино да Пьяченца, регулярный каноник Святого Фридиана Луккского (22 сентября 1178—1184, до смерти);
- Альбино, Can. Reg. de S. Maria di Crescenziano (1185—1189, назначен кардиналом-епископом Альбано);
- Леон Бранкалеон, регулярный каноник Святого Фридиана Луккского (1202 — 25 августа 1230, до смерти);
- Пьетро дель Акуила, O.S.B. (18 сентября 1294 — 3 июня 1298, до смерти);
- Теодорико Раньери (4 декабря 1298 — 13 июня 1299, назначен кардиналом-епископом Палестрины);
- Раймон де Канильяк, C.R.S.A. (17 декабря 1350 — 4 ноября 1361, назначен кардиналом-епископом Палестрины);
- Ги де Малезек (20 декабря 1375—1383, назначен кардиналом-епископом Палестрины);
- Козимо Джентиле Мильорати (18 декабря 1389 — 17 октября 1404, избран Папой Иннокентием VII);
- Джованни Мильорати (12 июня 1405 — 16 октября 1410, до смерти);
- Франческо Ландо (6 июня 1411 — 23 декабря 1424, назначен кардиналом-епископом Сабины), псевдокардинал;
- Николо Альбергати, O.Carth. (27 мая 1426 — 9 мая 1433, до смерти);
- Доменико Капраника (май 1444 — 14 августа 1458, до смерти);
- Анджело Капраника (26 марта 1460 — 11 декабря 1472); in commendam (11 декабря 1472 — 3 июля 1478, до смерти);
- Педро Гонсалес де Мендоса (6 июля 1478 — 11 января 1495, до смерти);
- Бернардино Лопес де Карвахаль (2 февраля 1495 — 3 августа 1507, назначен кардиналом-епископом Альбано);
- Антонио Мария Чокки дель Монте, in commendam (1511—1527);
- Франсиско де лос Анхелес Киньонес, O.F.M. (25 сентября 1528 — 5 ноября 1540, до смерти);
- Марчелло Червини (5 ноября 1540 — 9 апреля 1555, избран Папой Марцеллом II);
- Бартоломе де ла Куэва-и-Толедо (29 мая 1555 — 29 июня 1562, до смерти);
- Джанантонио Капицукки (6 июля 1562 — 7 ноября 1565, назначен кардиналом-священником Сан-Клементе);
- Франсиско Пачеко де Толедо (17 ноября 1565 — 23 августа 1579, до смерти);
- Альбрехт Австрийский, титулярная диакония pro illa vice (12 февраля 1580 — 31 июля 1598, до смерти);
- Франсиско де Авила (8 января 1599 — 20 января 1606, до смерти);
- Асканио Колонна (30 января — 5 июня 1606, назначен кардиналом-епископом Палестрины);
- Антонио Сапата-и-Сиснерос (5 июня 1606 — 17 октября 1616, назначен кардиналом-священником Санта-Бальбина);
- Гаспар де Борха-и-Веласко (17 октября 1616 — 15 июля 1630, назначен кардиналом-епископом Альбано);
- Бальтасар Москосо-и-Сандоваль (12 августа 1630 — 17 сентября 1665, до смерти);
- Альфонсо Литта (5 мая 1666 — 28 августа 1679, до смерти);
- Иоганн Эберхард Нидхард, S.J. (25 сентября 1679 — 1 февраля 1681, до смерти);
- Дечио Аццолино младший (22 декабря 1681 — 15 февраля 1683, назначен кардиналом-священником Санта-Мария-ин-Трастевере);
  - вакантно (1683—1689);
- Педро де Саласар Гутьеррес де Толедо, O. de M. (14 ноября 1689 — 15 августа 1706, до смерти);
- Улиссе Джузеппе Гоццадини (19 июня 1709 — 20 марта 1728, до смерти);
- Просперо Лоренцо Ламбертини (10 мая 1728 — 17 августа 1740, избран Папой Бенедиктом XIV);
- Джузеппе Фиррао иль Веккьо (29 августа 1740 — 24 октября 1744, до смерти);
- Джоаккино Безоцци, O.Cist. (7 декабря 1744 — 18 июня 1755, до смерти);
- Лука Мелькиоре Темпи (23 мая 1757 — 17 июля 1762, до смерти);
- Людовико Валенти (20 декабря 1762 — 18 октября 1763, до смерти);
- Никколо Серра (1 декабря 1766 — 14 декабря 1767, до смерти);
  - вакантно (1767—1775);
- Антонио Эудженио Висконти (3 апреля 1775 — 4 марта 1788, до смерти);
- Франтишек де Паула Хрзан-з-Харасова (7 апреля 1788 — 1 июня 1804, до смерти);
  - вакантно (1804—1816);
- Алессандро Мальвазиа (29 апреля 1816 — 12 сентября 1819);
  - вакантно (1819—1823);
- Джачинто Плачидо Дзурла, O.S.B.Cam (17 ноября 1823 — 29 октября 1834);
- Алессандро Джустиниани (19 декабря 1834 — 11 октября 1843, до смерти);
- Антонио Мария Каджано де Ацеведо (25 января 1844 — 23 июня 1854, назначен кардиналом-епископом Фраскати);
- Янош Щитовский (16 ноября 1854 — 19 октября 1866, до смерти);
- Раффаэле Монако Ла Валлетта (16 марта 1868 — 24 марта 1884, назначен кардиналом-епископом Альбано);
- Лючидо Мария Парокки (24 марта 1884 — 24 мая 1889, назначен кардиналом-епископом Альбано);
- Петрус-Ламбертус Госсенс (27 мая 1889 — 25 января 1906, до смерти);
- Бенедетто Лоренцелли (18 апреля 1907 — 15 сентября 1915, до смерти);
- Виллем ван Россум, C.SS.R. (6 декабря 1915 — 30 августа 1932, до смерти);
- Пьетро Фумасони Бьонди (16 марта 1933 — 12 июля 1960, до смерти);
- Джузеппе Ферретто (19 января 1961 — 26 марта 1961, назначен кардиналом-епископом Сабины и Поджо Миртето);
- Ефрем Форни (22 марта 1962 — 26 февраля 1976, до смерти);
- Виктор Разафимахатратра, S.J. (24 мая 1976 — 6 октября 1993, до смерти);
- Милослав Влк (26 ноября 1994 — 18 марта 2017, до смерти);
- Хуан Хосе Омелья-и-Омелья (с 28 июня 2017).